# James Justinian Morier

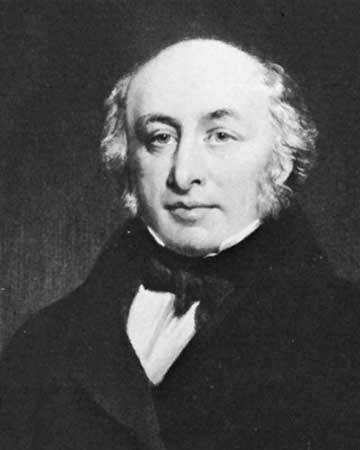
James Justinian Morier

James Justinian Morier (* vermutlich 1780 in Smyrna; † 19. März 1849 in Brighton) war ein britischer Diplomat, Reisender und Schriftsteller.

## Biografie
Die Familie Moriers wanderte wegen der Hugenottenverfolgung im 16. Jahrhundert von Frankreich in die französischsprachige Schweiz, genauer in die Gegend um Montreux aus. Sein Vater Isaac Morier (1750–1817), selbst schon in Smyrna geboren, war später (ab 1804) Generalkonsul der Levant Company in Konstantinopel. Aufgrund verwandtschaftlicher Beziehungen (über seine Ehefrau Clara van Lennep) konnte er die britische Staatsbürgerschaft erwerben und seine vier Söhne die elitäre Harrow School besuchen lassen.
James Justinian Morier, der zweite Sohn Isaacs, schlug die Diplomatenlaufbahn ein. Er wurde erst Gesandtschaftssekretär (vor 1807) und später (1814–1816) britischer Gesandter am Hof des Schahs von Persien in Teheran. Vor seiner Zeit als Botschafter war er in den Jahren 1808–1809 und 1810–1812 als Legationssekretär an zwei Expeditionen durch Persien, Armenien und Kleinasien nach Konstantinopel beteiligt, bei denen auch Ausgrabungen, Vermessungen und naturwissenschaftliche Untersuchungen durchgeführt wurden.
Die Tagebuchaufzeichnungen der ersten Reise lagen seiner ersten, 1812 in London veröffentlichten Reisebeschreibung zugrunde. Ein zweites Werk erschien 1818 und beruhte auf seinen Erfahrungen aus den Jahren 1810–1812. Morier fertigte dazu selbst Skizzen, Zeichnungen und Landkarten an. Seine Berichte blieben wegen ihrer Reichhaltigkeit jahrzehntelang die wichtigsten Quellen über Persien.
Im Winter 1816 verließ er für immer den Orient; seine letzte Station war Konstantinopel, das er im Dezember 1816, von Persien kommend, erreichte. Wegen seiner Verdienste als Diplomat erhielt er eine Pension, von der er ab 1817 lebte. Nur ein Aufenthalt als Sonderbotschafter in Mexiko von 1824 bis 1826 unterbrach seine weitere Karriere als Schriftsteller. Zu diesem Zeitpunkt hatte er jedoch schon sein erfolgreichstes literarisches Werk veröffentlicht.
Das bedeutendste Werk Moriers, der Roman Die Abenteuer des Hadschi Baba aus Isfahan, erschien 1824. Eine Fortsetzung der Episoden und weitere Romane hatten nicht den gleichen großen Erfolg des Hadschi Baba.
Die orientalischen Romane und Erzählungen fanden in Deutschland gute Aufnahme. Das Märchen Der gebackene Kopf wurde 1827 von Wilhelm Hauff in dessen Märchensammlung Der Scheik von Alessandria und seine Sklaven aufgenommen. Im Jahr 1831 besuchte Morier Johann Wolfgang von Goethe in Weimar. Sein Roman Ayesha, the Maid of Kars erschien 1836 in deutscher Übersetzung. Dessen Held Lord Osmond und sein Diener Mustafa dienten laut Siegfried Augustin (1999) Karl May als Vorbilder für Kara Ben Nemsi und Hadschi Halef Omar.
Morier lebte in seinen späteren Jahren in Brighton, wo er im März 1849 verstarb. Aus der Ehe mit Harriet, der Tochter von Capt. William Fulke Greville (1751–1837), ging ein Sohn hervor, der allerdings noch zu Lebzeiten des Vaters den Tod fand.

## Werke

### Englischsprachige Ausgaben
- 1812: A Journey through Persia, Armenia and Asia Minor, to Constantinople, in the Years 1808 and 1809; in which is Included, Some Account of the Proceedings of his Majesty's Mission, under Sir Harford Jones, Bart. K.C. to the Court of the King of Persia. London: Longman, Hurst, Rees, Orme, and Brown  (Biodiversity Heritage Library =archive)
- 1818: A Second Journey through Persia, Armenia and Asia Minor, to Constantinople, between the Years 1810 and 1816. With a Journal of the Voyage by the Brazils and Bombay to the Persian Gulf. Together with an Account of the Proceedings of his Majesty's Embassy under his Excellency Sir Gore Ouseley, Bart. K.L.S. London: Longman, Hurst, Rees, Orme, and Brown (Biodiversity Heritage Library = archive)
- 1824: The Adventures of Hajji Baba, of Ispahan. 3 Bände. London: John Murray (Text bei Wikisource / englisch) (archive: Band I – Band II – Band III)
  - The Adventures of Hajji Baba, of Ispahan. Second Edition. 3 Bände. London: John Murray 1824 (archive: Band I –Band II – Band III)
  - Erste amerikanische Ausgabe: The Adventures of Hajji Baba, of Ispahan. 2 Bände. Philadelphia: Abraham Small (archive: Band I – Band II)
  - Zweite amerikanische Ausgabe: The Adventures of Hajji Baba, in Turkey, Persia and Russia. Philadelphia: Lippincott, Grambo & Co. 1855 (archive)
- 1828: The Adventures of Hajji Baba, of Ispahan, in England. 2 Teile. London: John Murray (archive: Band I – Band II)
  - The Adventures of Hajji Baba, of Ispahan, in England. Revised, Corrected, and Illustrated with Notes, and an Appendix, by the Author. London: Richard Bentley 1835 (archive) (new edition 1856: archive)

- 1832: Zohrab the Hostage. 3 Bände. London: Richard Bentley (archive: Band I – Band II – Band III)
  - Zohrab the Hostage. Third Edition. Revised and Corrected, with Illustrative Notes, Now First Added. 3 Bände: London: Richard Bentley 1833 (archive: Band I – Band II – Band III)
- 1834: Ayesha, the Maid of Kars. 3 Bände. London: Richard Bentley (archive: Band I – Band II – Band III)
- 1837: Abel Allnutt. A Novel. 3 Bände. London: Richard Bentley (archive: Band I – Band II – Band III)
  - Amerikanische Ausgabe: Abel Allnutt. A Novel. 2 Bände. Philadelphia: E.L. Carey & A. Hart (archive: Band I – Band II)
- 1840: The Adventures of Tom Spicer, who Advertised for a Wife. London: Ibotson and Palmer (Google)
- 1841: The Mirza. 3 Bände. London: Richard Bentley (archive: Band I – Band II – Band III)
- 1847: Misselmah, a Persian Tale. Printed for Sale, in Aid of the Funds of the Irish Charities. Brighton: W. Saunders (Google)
- 1849 (anonym): Martin Toutrond: A Frenchman in London in 1831. Translated from an Unpublished French Ms. London: Richard Bentley (archive) [von Morier auf Französisch geschrieben und ins Englische übersetzt]

### Deutsche Ausgaben
- Jacob Morier's, Secretärs des Englischen Gesandten Sir Hartford Jones an den Persischen Hof, Reise durch Persien, Armenien und Klein-Asien nach Constantinopel in den Jahren 1808 und 1809. Aus dem Englischen im Auszuge übersetzt. Weimar: Landes-Industrie-Comptoir (Google)
- Jacob Morier's zweite Reise durch Persien, Armenien und Kleinasien nach Constantinopel, in den Jahren 1810 bis 1816. Aus dem Englischen. Weimar: Landes-Industrie-Comptoir 1820 (Google)
- Die Abenteuer Hajji Baba's aus Ispahan. Aus dem Englischen übersetzt von Friedrich Schott. Nebst erläuternden Anmerkungen. 3 Teile. Wien: Chr. Fr. Schade 1825 (Google: Band II – Band III)
- Die bunten Abentheuer Hadschi Baba's von Ispahan. Mit einem Vorworte und erläuternden Anmerkungen von Wilhelm Adolph Lindau. 3 Teile. Leipzig: Rein 1827
- Begebenheiten des Hajji Baba von Ispahan in England. Aus dem Englischen. 2 Teile. Stuttgart – Tübingen: J.G. Cotta 1829 (Google: Teil I – Teil II)
- Der Mirza. Aus dem Englischen von Otto von Czarnowski. 3 Teile. Berlin: Wilhelm Hermes (Google: Band I – Band II – Band III)
- Reisen durch Persien in den Jahren 1808 bis 1816. Deutsch von W. Barthel, Rütten & Loening, Berlin 1985 [basierend auf den beiden Reiseberichten von 1812 und 1818]